# Berengarius I van Friuli
Berengarius van Friuli (Cividale, 845 – Verona, 7 april 924) was markgraaf van Friuli, koning van Italië (888-889, 896-901 en 905-924) en keizer vanaf 916 tot zijn dood.

## Leven en loopbaan
Berengarius stamde van moederszijde van de Karolingen af. Hij was de zoon van Gisela, een dochter van Lodewijk de Vrome, en Eberhard, markgraaf van Friuli. Na de Karolingische koningen hoorde hij daarmee tot de hoogste adel in de Frankische gebieden. Van zijn ouders erfde hij grote bezittingen bij Rijsel, Luik en in de Condroz.

### Markgraaf
Zijn oudere broer Unruoch stierf in 874 en Berengarius volgde hem op als markgraaf van Friuli. Het volgende jaar steunde hij de poging van Karel de Dikke en Karloman van Beieren, om de koningstitel van Italië voor Karloman te verzekeren. Karloman had de titel geërfd van Lodewijk II van Italië maar Karel de Kale was Italië binnengevallen en had zich tot koning en keizer laten kronen. Na de dood van Karel de Kale in 877 hadden ze wel succes.
In 883 werd hertog Guido van Spoleto op de synode van Nonantola beschuldigd van verraad. In reactie daarop sloot die een bondgenootschap met de Saracenen. Karel de Dikke gaf Berengarius opdracht om Guido te verslaan. Berengarius trok met een leger naar het zuiden maar werd na aanvankelijke successen door een epidemie gedwongen om terug te keren. In 884 pleitte Berengarius bij de keizer voor bisschop Haimo van Belluno.
In 886 voerde Berengarius een korte oorlog met aartskanselier en bisschop Liutward van Vercelli omdat die Berengarius' zuster uit een klooster had gehaald om met een familielid te laten trouwen. Het is onbekend of de vrouw en het klooster daarvoor wel of geen toestemming hadden gegeven. Een jaar later verzoende Berengarius zich met Liutward op de rijksdag van Waiblingen en gaf hem grote geschenken als schadevergoeding. Berengarius was dat jaar ook aanwezig op de rijksdag van Kirchen waar Karel de Dikke, Lodewijk van Provence als erfgenaam adopteerde. Karels plan om zijn eigen onwettige zoon als erfgenaam aan te wijzen was eerder mislukt.

### Strijd om de macht in Italië
Met kerst 887 werd Berengarius gekozen tot koning van Italië. Waarschijnlijk was dit gebaseerd op een afspraak met Guido van Spoleto dat Berengarius koning van Italië zou worden en Guido koning van West-Francië. Toen het Guido niet lukte om koning van West-Francië te worden keerde hij terug naar Italië. Berengarius en Guido troffen elkaar in een veldslag bij Brescia. De slag werd door Berengarius gewonnen maar zijn verliezen waren zo groot dat hij instemde met een wapenstilstand voor een half jaar. Vervolgens dreigde Arnulf van Karinthië om Italië binnen te vallen. Berengarius sloot tijdens onderhandelingen in Trente een overeenkomst met hem, waarbij hij koning van Italië bleef maar dan wel Arnulf als zijn heer moest huldigen. Ook moest enkele plaatsen afstaan. In 889 versloeg Guido Berengarius in de slag bij de Trebbia en werd koning van Italië. Berengarius behield zijn positie als markgraaf van Friuli. In 893 besloot Arnulf in actie te komen tegen Guido van Spoleto. Hij stuurde zijn zoon Zwentibold met een leger naar Italië. Berengarius en Zwentibold belegerden Guido in Pavia maar trokken zich terug (volgens geruchten in ruil voor een groot geldbedrag). In 894 versloegen Arnulf en Berengarius Guido bij Bergamo en bezetten Pavia en Milaan. In 896 verliet Berengarius zonder toestemming Arnulfs leger in Toscane en keerde terug naar Lombardije. Arnulf ontnam hem daarop het markgraafschap Friuli. Toen Arnulf getroffen werd door een beroerte en terug moest keren naar Duitsland, verdeelden Berengarius en Lambert, zoon van Guido, in Pavia het koninkrijk Italië. Berengarius werd koning in het gebied ten oosten van de rivier Adda, en Lambert ten westen van de rivier. In 898 probeerde Berengarius Pavia te veroveren maar hij werd verslagen bij Fidenza en werd gevangengenomen. Een paar dagen later, op 15 oktober, stierf Lambert bij de jacht en werd Berengarius onverwacht koning van heel Italië.
Binnen een jaar kwam Berengarius weer in de problemen. In 899 vielen de Hongaren Italië binnen. Berengarius trad ze met een groot leger tegemoet en weigerde onderhandelingen over een afkoopsom. Zijn leger werd op 24 september echter verrast en verslagen bij de rivier de Brenta. De ontevreden adel nodigde in 900 Lodewijk van Provence, kleinzoon van koning Lodewijk II, uit om koning van Italië te worden. Lodewijk versloeg Berengarius en werd in 901 tot keizer gekroond. Het jaar daarna versloeg Berengarius Lodewijk en liet hem zweren nooit meer naar Italië te komen.

### Definitief koning, en keizer
In 905 waagde Lodewijk nog een kans en viel wederom Italië binnen. Berengarius versloeg hem op 21 juli bij Verona en liet hem de ogen uitsteken en terugzenden naar Provence. Berengarius vestigde zijn hoofdstad in Verona, dat hij zwaar versterkte. In 915 steunde Berengarius een christelijk bondgenootschap tegen de Saracenen, met een grote legermacht onder bevel van hertog Alberic van Spoleto. Als dank werd Berengarius tot keizer gekroond door paus Johannes X. Dat de situatie in Italië allerminst rustig was blijkt er wel uit dat Berengarius zijn dochter, abdis van San Salvatore in Brescia, in 916 het recht gaf om versterkingen te bouwen en daar troepen te legeren. Adalbert van Ivrea, Berengarius' schoonzoon, nodigde Hugo van Arles, de sterke man in Provence naast de blinde koning Lodewijk, uit om koning te worden. Hugo kwam tot Pavia maar moest zich terugtrekken omdat Berengarius zijn bevoorrading afsneed. Meer en meer vertrouwde Berengarius op Hongaarse huurlingen, wat tot een toenemende ontevredenheid onder de adel leidde. In 921 vroeg een groot aantal edelen en bisschoppen, onder leiding van Adalbert van Ivrea, Rudolf II van Bourgondië om koning te worden. Tegelijk vielen ook de Hongaren plunderend het land binnen. Berengarius trok zich terug in Verona om zijn kansen af te wachten. Op 29 juli 923 werd Berengarius verslagen in de Slag bij Firenzuola en hij werd kort daarna door zijn eigen mensen gedood, vermoedelijk op bevel van Rudolf II van Bourgondië.
Er is een anoniem geschrift Gesta Berengarii imperatoris dat handelt over de gebeurtenissen van zijn veelbewogen tijd.

## Huwelijken en kinderen
Berengarius was gehuwd met Bertila van Spoleto (ca. 860 – voor december 915). Zij was geen familie van Guido van Spoleto maar dochter van Suppo II van Parma (graaf van Parma, Asti en Turijn), die zoon was van Adelgis I van Parma († na 861), hertog van Spoleto en zoon van Suppo I van Spoleto. Berengarius en Bertila hadden twee dochters:
- Gisela (ca. 880 – 13 juni 910), gehuwd met Adalbert van Ivrea
- Berta († na 951), abdis van Sint-Julia in Brescia en Sint-Sixtus in Piacenza

Bertila werd “consors” genoemd in aktes en niet het gebruikelijke “coniunx” (echtgenote). Dit wordt gezien als aanwijzing dat zij informeel een belangrijke macht uitoefende. In 915 werd ze naast Berengarius tot keizerin gekroond. Kort daarop werd ze schuldig bevonden aan overspel en met gif ter dood gebracht.
In december 915 trouwde Berengarius met Anna († na mei 930), van onbekende afkomst. Uit dit huwelijk zijn geen kinderen bekend.

## Voorouders
| Overgrootouders                    | ? (-) ∞ ? (-)                                                     | ? (-) ∞ ? (-)                                                     | Bego van Toulouse (765-7816) ∞ ? (-)                              | Bego van Toulouse (765-7816) ∞ ? (-)                              | Karel de Grote (747-814) ∞ Hildegard (758-783)             | Karel de Grote (747-814) ∞ Hildegard (758-783)             | Welf van Altdorf (744-) ∞ Eigilwich (-)                    | Welf van Altdorf (744-) ∞ Eigilwich (-)                    | Welf van Altdorf (744-) ∞ Eigilwich (-) | Welf van Altdorf (744-) ∞ Eigilwich (-) |
| Grootouders                        | Unruoch II van Ternois (780-853) ∞ Engeltrude van Toulouse (795-) | Unruoch II van Ternois (780-853) ∞ Engeltrude van Toulouse (795-) | Unruoch II van Ternois (780-853) ∞ Engeltrude van Toulouse (795-) | Unruoch II van Ternois (780-853) ∞ Engeltrude van Toulouse (795-) | Lodewijk de Vrome (778-840) ∞ Judith van Beieren (805-843) | Lodewijk de Vrome (778-840) ∞ Judith van Beieren (805-843) | Lodewijk de Vrome (778-840) ∞ Judith van Beieren (805-843) | Lodewijk de Vrome (778-840) ∞ Judith van Beieren (805-843) |                                         |                                         |
| Ouders                             | Eberhard van Friuli (810-866) ∞ Gisela (821-874)                  | Eberhard van Friuli (810-866) ∞ Gisela (821-874)                  | Eberhard van Friuli (810-866) ∞ Gisela (821-874)                  | Eberhard van Friuli (810-866) ∞ Gisela (821-874)                  | Eberhard van Friuli (810-866) ∞ Gisela (821-874)           | Eberhard van Friuli (810-866) ∞ Gisela (821-874)           | Eberhard van Friuli (810-866) ∞ Gisela (821-874)           | Eberhard van Friuli (810-866) ∞ Gisela (821-874)           |                                         |                                         |
| Berengarius I van Friuli (845-924) |                                                                   |                                                                   |                                                                   |                                                                   |                                                            |                                                            |                                                            |                                                            |                                         |                                         |

vet = keizer · cursief = tegenkoning · 1 = medekoning (in een deelrijk) · 2 = afkomstig uit een andere dynastie